# Кузьменко Дмитро Вікторович (військовик)
Дмитро́ Ві́кторович Кузьме́нко (нар. с. Чорнобаївка, Херсонська область) — український військовослужбовець, майор Збройних сил України, учасник російсько-української війни. Лицар ордена Богдана Хмельницького III ступеня (2022).

## Життєпис
Дмитро Кузьменко народився в селі Чорнобаївка Херсонської области.
1993 року після закінчення місцевої школи вступив до Одеського інституту сухопутних військ. Згодом служив у лавах Національної гвардії України, працював на командних посадах у Школі прапорщиків № 324 у Десні; 2005—2011 — у Білозерському райвідділі міліції.
З 2018 року командир 194-го окремого батальйону територіальної оборони 124-ї окремої бригади територіальної оборони.
У 2019—2020 роках учасник бойових дій у зоні ООС. Обороняв Красногорівку та Мар'їнку Донецької области. Був командиром взводу, певний час виконував обов'язки командира роти мотопіхотного батальйону.

## Нагороди
- орден Богдана Хмельницького III ступеня (8 березня 2022) — за особисту мужність і самовіддані дії, виявлені у захисті державного суверенітету та територіальної цілісності України, вірність військовій присязі[4].